# 悪の波動 殺人分析班スピンオフ
『悪の波動 殺人分析班スピンオフ』（あくのはどう さつじんぶんせきはんスピンオフ）は、WOWOWの「連続ドラマW」枠で2015年から放送されている『殺人分析班』シリーズのスピンオフとして、同枠にて2019年10月6日から11月3日まで日曜 22時30分から23時00分に放送されたテレビドラマ。全5回。主演は古川雄輝。TSUTAYAプレミアムの動画配信でも、全5回ともWOWOWの放送終了後23時00分より配信された。
シリーズ第1弾『石の繭 殺人分析班』の登場人物・トレミーから着想されたドラマオリジナルのストーリーで、2015年8月16日から9月13日に放送された連続ドラマW「石の繭 殺人分析班」に登場した野木直哉こと八木沼雅人がトレミーという名の殺人鬼に変貌するまでの前日譚が描かれる。

## あらすじ
2014年に川崎市内で起きた連続殺人事件。しかも被害者はすべて女性であり、遺体には首を吊られて甚振られた跡が残されていた。遺体の特徴から世間では「首くくり殺人」と呼ばれ怖れられていた。捜査が難航する中で捜査員である井口は野木直哉の犯行ではないかという疑いを抱く。野木という名は世間から隔離された生活を送るために八木沼雅人が使っていた偽名であった。野木は隣に住む中学時代の同級生である浅田吉佳とともに捜査の網をかいくぐろうと目論む。

## 登場人物
- 野木直哉 / 八木沼雅人 - 古川雄輝
- 浅田吉佳（野木が住む部屋の隣人） - SUMIRE[4]
- 井口智一（神奈川県警察本部捜査一課所属の刑事） - 池田鉄洋[5]
- 矢島啓介（川崎南警察署の刑事で井口の部下） - 深澤辰哉（Snow Man / ジャニーズJr.） [5]
- 浅田剛志（吉佳の兄） - 平埜生成[5]

## スタッフ
- 原作 - 麻見和史 『石の繭 警視庁殺人分析班』（講談社文庫刊）
- 脚本 - 清水匡
- 監督 - 内片輝、山本大輔
- 撮影 - 金澤賢昌、佐藤勝成
- 編集 - 新井孝夫
- チーフプロデューサー - 松永綾
- プロデューサー - 植田春菜、北川雅一
- 音楽 - 諸橋邦行
- 製作 - WOWOW、TBSスパークル

## 放送日程
| 話数   | 放送日   | 監督     |
| ------ | -------- | -------- |
| 第1話  | 10月06日 | 内片輝   |
| 第2話  | 10月13日 | 内片輝   |
| 第3話  | 10月20日 | 山本大輔 |
| 第4話  | 10月27日 | 内片輝   |
| 最終話 | 11月03日 | 内片輝   |